# История Французской Полинезии
Время, когда началось заселение островов Французской Полинезии народом, который впоследствии стал называться полинезийцами, точно неизвестно.

## Заселение островов
Предполагают, что заселение происходило где-то между Х и V веками до н. э. отважными мореплавателями племён Юго-Восточной Азии, которые в поисках новых земель двинулись на восток бороздить океанские просторы. Есть предположение, что эти территории могли заселять и племена Южной Америки. И хотя этому предположению существует мало доказательств, его всё равно не опровергают полностью. Сперва были заселены Маркизские острова, на которых находится колыбель цивилизации маои. Потом стали осваивать и соседние архипелаги: Туамоту, Тубуаи, Острова Общества и острова Гамбье (точная дата освоения архипелагов тоже неизвестна).

## Ранняя история
Коренное население — полинезийцы, мигрируя с острова на остров в далёком прошлом, стали прекрасными мореплавателями, так как этому способствовала сама природа. До появления европейцев здесь занимались рыболовством и земледелием, им были неизвестны лук и стрелы, письменность и керамика. Общество иерархированное — верхнюю ступень социальной иерархии занимала племенная верхушка, нижнюю — невольники. Полинезийцы на разных островах поклонялись разным божествам, исповедовали различные религиозные культы. Общие для всех элементы — это вера в высшую силу «мина» и система запретов «табу». В каждом жилище горел светильник, отпугивающий души умерших «тупапау». Яркими примерами религиозной культуры маои и её древними следами, которые сохранились на многих островах, являются также святилища — marae — представляющие собой стоящие вертикально камни, вытянутые в линию, или сложенные в пирамиду, tiki — резные камни. Очень распространены татуировки, имеющие эстетическое значение и указывающие на социальный статус их обладателя, большое значение имеют старинные танцы, песни.

## Европейские исследования островов
Изучение и исследование островов нынешней Французской Полинезии европейцами началось во времена Нового времени. Считается, что первым европейцем, увидевшим Полинезию был Фернан Магеллан, совершавший своё кругосветное путешествие. Он в 1521 году достиг одного из островов архипелага Туамоту и назвал его Сан-Пабло, затем этот атолл стал называться Пука-Пука. В 1595 году Менданья открыл Маркизские острова. Остров Таити был открыт в 1606 Педро Фернандес де Киросом (но официально о существовании этого острова узнал в 1767 (капитан Семюэль Уоллес), Тубуаи — в 1777 г. Дж. Куком, Гамбье — в 1797 году Уилсоном. Значительный вклад в открытии островов был русскими и французскими мореплавателями.
В ходе первой французской кругосветной экспедиции 1766—1768 годов Луи Антуана де Бугенвиля на фрегатах «Ворчунья» (la Boudeuse) и «Звезда» (l'Étoile) французские мореплаватели посетили Таити, затем острова Самоа, Новые Гебриды, Новую Бретань (ныне архипелаг Бисмарка), Новую Гвинею.
В 1787—1788 годах экспедиция французского мореплавателя Жана-Франсуа Лаперуза на фрегатах «Буссоль» и «Астролябия», посетив Самоа и залив Ботани-Бей на побережье Австралии, исследовала Новую Каледонию и архипелаг Санта-Крус, близ одного из островов которого Ваникоро суда потерпели крушение, а большая часть экипажа во главе с самим Лаперузом погибли.
В ходе неудачной экспедиции контр-адмирала Ж.-А. д’Антркасто на фрегатах «Надежда» и «Поиск», направленной в 1791-1793 годах Национальным Учредительным Собранием Франции для поисков Лаперуза и его спутников, французы посетили восточное побережье Австралии, Тасманию, Новую Каледонию и архипелаг Тонга.
Начало изучению Маркизских островов положено было в апреле 1791 года американцем Джозефом Ингрэмом, высадившимся в апреле 1791 года на острове Нуку-Хива.  В июле 1791 года на острове высадился первый европеец — француз Этьенн Маршан — пополнивший там свои корабельные запасы. Наконец, в 1804 году на Нуку-Хиве побывал русский мореплаватель Иван Фёдорович Крузенштерн. В 1826 году при высадке на Нуку-Хиву с русского экспедиционного шлюпа «Кроткий» местным населением были убиты и съедены мичман А. Л. фон Дейбнер и два  матроса.
Острова Туамоту имеют неофициальное название Острова Россиян, так как много островов этого архипелага открыли русские. Европейцы искали тут Южную Землю, существование которой, якобы могло уравновесить континенты, но находя эти богатые прекрасные острова с мягким климатом после долгого и изнурительного плавания, называли их «райским садом».

### Миссионерская деятельность во Французской Полинезии
Во Французской Полинезии действовали с 1797 года христианские миссионеры из Лондонского миссионерского общества. Это было христианство в протестантском виде, характерное для Великобритании. Их деятельность сперва была не очень успешна, так как языческое общество не очень хотело принимать новую религию. Английских миссионеров к тому же винили в том, что они принесли на острова невиданные ранее болезни, завезенные из Европы, но все же их деятельность на острове не была запрещена. Влияние миссионеров на острове было велико, потому что они и другие европейцы (судно «Баунти») помогли правящей династии Помаре укрепить свою власть на острове. Немного позже (от 1812 года) христианство стало основной религией, запретив былое язычество.
Но ситуация стала меняться. В 1836 году на Островах Общества высадились католические миссионеры-французы. Но они не были приняты и через некоторое время их изгнали с Королевства Таити. Это вызвало недовольство французов, которые отправили к островам фрегат и потребовали от королевы Таити Помаре IV компенсации и официальных извинений. Королева крайне удивилась, сумму запрашиваемую выплатила, но послала петицию к правительству Великобритании о том, чтобы последняя установила над Таити протекторат, но Великобритания отказалась. С этих пор начался постепенный захват власти на островах Францией, и соответственно, деятельность здесь французских католических миссионеров, но миссионерская деятельность английских протестантов не была прекращена, потому что Англия и Франция по этому поводу заключили между собой соглашение.

## Протекторат Франции (1842—1880)
Франция начала устанавливать здесь свою власть в мае 1842 году с захвата Маркизских островов французским кораблем под командованием главы французского флота в Океании капитана Абеля Дюпти-Туара, видя что Англию не очень интересуют здешние территории. Позже корабль направился к Таити. Помаре ІV, боясь оккупации страны, согласилась на все условия французов. В том же году капитан Дюпти-Туар установил протекторат над Маркизскими островами и островом Таити. Так Французская Полинезия стала протекторатом Франции, законодательно это было подтверждено парламентом Франции в 1843 году. Захват территории шёл постепенно. Власть правящей династии оставалась, но ограниченная. В 1844 г. протекторат был провозглашен над о-вами Гамбье, в 1888 г. — над островами Общества, а в 1901 г. — над островами Тубуаи. Некоторое время было обострение между англичанами и французами, что вызвало ответную реакцию здесь — войну между таитянами-англофилами и французами (1844—1846 гг.). 
В 1847 наступил мир между англичанами и французами и французский протекторат был подтвержден франко-английским соглашением. По договору в протекторат были включены Наветренные острова, Туамоту, а также острова Тубуаи и Раиваваэ, входящие в состав архипелага Острал (Тубуаи). Взамен Подветренные Острова были выключены из протектората. Острова Гамбье были формально независимы. Франция имела над территорией внешнюю власть, контролировала вопросы обороны, армии, полиции, финансы, внешнюю политику, Помаре же была ответственна за внутренние дела, однако её решения должен принимать управляющий. Были назначены также и ответственные лица за этот заморский сектор, в состав которого входила и Новая Каледония в 1853—1860 годах. Таитянская администрация включала королевский двор, mutoi (агентов полиции) и toohitu (судей земельных дел). Руководители округов теперь избирались не по наследству, а выборами, учреждение советов округов. В 1863 году протестантские миссии были заменены Миссионерским обществом евангелистов Парижа.

## Колония Франции (1880—1946)
В 1885—1903 годах после захвата и объединения всех островов Французской Полинезии и ещё некоторых (Уоллис и Футуна) территория получила название «Французские владения в Океании».
В 1963 году для ядерных испытаний Франции были выбраны атоллы Муруроа и Фангатауфа, где вплоть до 28 декабря 1995 года проводились такие испытания как Канопус (самое мощное в истории Франции), Единорог и другие.